# 波羅夷罪
波羅夷罪（はらいざい）、あるいは単に波羅夷（はらい、巴:梵:pārājika, パーラージカ、波羅市迦）とは、仏教の出家者（比丘・比丘尼）に課される戒律（具足戒）の内、僧団（僧伽）永久追放に値する最重罪の総称。

## 概要
上座部仏教のパーリ律の場合、比丘（男性出家者）は淫・盗・殺・妄の4つ（四波羅夷）、比丘尼（女性出家者）には更に触・八事・覆・随の4つを加えた8つ（八波羅夷）がある。
もし、出家者にして戒律や身分を捨てて還俗をしないで、この戒を破った際には、全ての資格ととを剥奪され、仏教教団から追放されて仏教徒では無くなり、二年間、一切の宗教活動を禁止しなければならない重い罪となる。
また、後に罪を悔い改めたとしても、仏教徒に戻ることは許されるが、再び出家者である僧侶となることはできない。

## 比丘の四波羅夷
- 1.「淫事を行うこと（淫戒）」 - 出家者でありながら、戒律や身分を捨ててあらかじめ還俗しないで、異性（または同性）と交わった際には、その罪を得る。つまり、基本的に出家者には結婚や性行為は認められず、それができない場合には自ら望んで還俗しなければならない。
- 2.「盗むこと（盗戒）」 - 与えられていない物をとること。不与取とも。
- 3.「人を殺すこと（殺人戒）」- 故意に人を殺すこと。殺そうという意図の下に刃物を手に取ること。死を賛美したり勧めること。故意ではない、あるいは無意識の場合は罪を得ない[3]。
- 4.「宗教的な嘘をつくこと（大妄語戒）」 - 自身が正しい覚りを得ていないことを認識しているにもかかわらず「自身が仏陀（または阿羅漢）である」や「究極の覚りを得た」と嘘を言い（故意ではなく思い違いに基づく発言である場合、これには該当しない）、また、仏教教団である僧伽（サンガ）の和合やそのあり方を乱し、人心を惑わすような行為に及んだ場合には、その罪を得る。

## 比丘尼の八波羅夷
上記の四波羅夷に以下の4つを加えたもの。
- 5.触 - 欲心を持ちつつ男性に首下から膝上までの領域を触られる。
- 6.八事 - 男性との8種の逢瀬。
- 7.覆 - 波羅夷を犯した他の比丘尼を告発せずに覆い隠す。
- 8.随 - 僧伽に背く比丘に随っていることに対する他の比丘尼からの注意に三度にわたって従わない。

### 論文
- 佐藤達玄「比丘の波羅夷罪について」（『日本印度学仏教学研究』2-2、1954年）
- 佐々木閑「波羅夷罪の成立史的考察 - 比丘の波羅夷第四条」『印度學佛教學研究』第60巻第1号、日本印度学仏教学会、2011年12月20日、347-339頁、doi:10.4259/ibk.60.1_347、NAID 110008897798。